# Радгоспна вулиця (Київ, Подільський район)
Радго́спна ву́лиця — зникла вулиця, що існувала в Подільському районі міста Києва, місцевість Селище Шевченка. Пролягала від вулиці Муси Джаліля до вулиці Косенка.

## Історія
Виникла в 60-ті роки XX століття. Офіційно ліквідована 1977 року. Нині — провулок без назви, що сполучає вулиці Муси Джаліля та Косенка.
Назву Радгоспна в 1944–2003 роках мала нинішня вулиця Василя Стуса в Академмістечку.